# Страделла, Алессандро
Алессандро Страделла (итал. Alessandro Stradella; между 1639 и 1644 — 25 февраля 1682, Генуя) — итальянский композитор и певец эпохи барокко.

## Биография
В детстве Алессандро пел в церковном хоре при Сан-Марчелло в Риме, а также учеником Э. Бернабеи. С 1665 состоял на службе у семьи Колонны. Его покровительствовали семьи Флавио Орсини и Панфили-Аьлдобрандини. Автор опер, кантат, ораторий и инструментальной музыки. Музыка А. Страделлы пользовалась широкой известностью и влиянием при его жизни. Его оратории оказали некоторое влияние на Генделя. Много путешествовал: в 1666 — 78 посетил Венецию, Флоренцию, Вену, Турин и Геную.
Смерть Страделлы окружена легендами. Считается, что многочисленные любовные похождения Страделлы привели его к гибели от ножа наёмного убийцы, подосланного из мести одним из знатных соперников.

## В культуре
Романтическая история жизни и смерти Страделлы сама стала источником нескольких опер, из которых наиболее известна опера Фридриха фон Флотова «Алессандро Страделла» (1844). В Московских императорских театрах ставилась интермедия в стихах «Эпизод из жизни Страделлы» (1853).

## Произведения
- Оратории: San Giovanni Battista (Рим, 1675); San Giovanni Crisostomo («Св. Иоанн Креститель», 1676); La Susanna (1681); Santa Pelagia (опубл. 1688); Santa Editta vergine e monaca, regina d’Inghilterra; Ester liberatrice del popolo hebreo

- Оперы: L’accademia d’amore; Il Girello; La forza dell’amor paterno («Сила отцовской любви», 1678, т-р «Фальконе», Генуя); Il trespolo tutore (1679); Il moro per amore (Генуя, 1681); Il barcheggio (1681); Il Corispero

- Вокальная и инструментальная музыка: Cantata à cinque violini per il Santissimo Natale; Vola, vola in altri petti (cantata d’amore); Amanti, olà, olà! (accademia d’amore à cinque voci); Chi resiste al Dio bendato (serenata à tre voci); Sonate à due violini e basso continuo; Sonate à un violino e basso continuo; Sinfonie à più violini, con concertino e concerto grosso distinti e b. c. (1676)